# Rue du Bessin
La rue du Bessin est une voie du 15e arrondissement de Paris, en France.

## Situation et accès
La rue du Bessin est une voie publique située dans le 15e arrondissement de Paris. Elle débute au 5, rue du Lieuvin et se termine au 9,4 rue Castagnary.

## Origine du nom
Elle porte le nom d'un pays de la Normandie, le Bessin.

## Historique
Cette voie fut ouverte en 1935 sur l'emplacement d'un ancien dépôt de pavés.